# Eulepidotis primulina
Eulepidotis primulina är en fjärilsart som beskrevs av Druce 1900. Eulepidotis primulina ingår i släktet Eulepidotis och familjen nattflyn. Inga underarter finns listade i Catalogue of Life.